# Varoujan Garbidjian
 (février 2010).
Si vous disposez d'ouvrages ou d'articles de référence ou si vous connaissez des sites web de qualité traitant du thème abordé ici, merci de compléter l'article en donnant les références utiles à sa vérifiabilité et en les liant à la section « Notes et références ».
Varoujan Garbidjian est un syrien d'origine arménienne membre de l'ASALA né le 7 mars 1954 en Syrie et mort le 28 janvier 2018 en Arménie.

## Biographie
Ancien membre de l'ASALA (Armée secrète arménienne de libération de l'Arménie), il est le chef du commando de l'attentat du 15 juillet 1983 perpétré à l'aéroport d'Orly où une bombe explose et tue huit personnes au comptoir de la compagnie Turkish Airlines.
Condamné le 3 mars 1985 par la cour d'assises du Val-de-Marne à la perpétuité pour « complicités d'assassinats, complicité d'attentat ayant pour but de porter le massacre et la dévastation, complicité de fabrication et détention de substances ou d'engins explosifs», il est libéré dix-sept ans plus tard (notamment grâce à sa bonne conduite en prison, et car l'ASALA a été dissoute). Il est expulsé dès sa sortie de prison vers l'Arménie en 2001.
Il meurt le 28 janvier 2018 en Arménie à l’âge de 64 ans.